# 533

## Evenimente
- Războiul împăratului bizantin Iustinian I cu Regatul ostrogot (533-554).

## Decese
- 13 ianuarie: Remi de Reims preot francez (n. 437)